# Yukarısevindikli, Muratlı
Yukarısevindikli là một xã thuộc huyện Muratlı, tỉnh Tekirdağ, Thổ Nhĩ Kỳ. Dân số thời điểm năm 2011 là 658 người.